# Half-Life
Half-Life là một trò chơi điện tử chủ đề khoa học viễn tưởng thuộc thể loại bắn súng góc nhìn thứ nhất (FPS) được phát triển bởi Valve Corporation và phát hành bởi Sierra Entertainment vào ngày 19/11/1998, với engine GoldSource được xây dựng dựa trên nền tảng engine Quake. Game đã được nhiều nhà phê bình game máy tính khen ngợi về cốt truyện hấp dẫn và sâu sắc, điều sẽ tác động lớn đến các nhà phát triển game FPS khác trong những năm sau này. Đây là một trong những trò chơi FPS trên PC bán chạy nhất mọi thời đại.

## Cốt truyện
Những sự kiện trong game xảy ra ở khu nghiên cứu Black Mesa sâu trong hoang mạc thuộc bang New Mexico - một khu phức hợp giả tưởng có nhiều điểm giống với Phòng thí nghiệm Quốc gia Los Alamos và Area 51 (Mỹ). Nhân vật chính là Gordon Freeman, một tiến sĩ vật lý sống sót sau một thí nghiệm thất bại tạo nên các làn sóng cộng hưởng với nhau làm thủng không gian, gần như phá hủy cả khu nghiên cứu, mở đường cho các sinh vật từ hành tinh Xen - một thế giới khác, xâm nhập vào Black Mesa.
Trong quá trình Freeman tìm đường thoát khỏi khu liên hợp đổ nát và giúp đỡ những người bị thương, anh sớm khám phá ra rằng mình đang bị truy lùng bởi hai thế lực: sinh vật ngoài hành tinh và lính của lực lượng HECU (Hazardous Environment Combat Unit) - một đội đặc nhiệm của chính phủ phái đến với nhiệm vụ tiêu diệt các sinh vật ngoài hành tinh, đồng thời diệt luôn mọi nhân chứng nhằm che giấu sự việc. Khi Gordon lên được mặt đất, nơi đây đã trở thành chiến trường giữa lực lượng HECU và các sinh vật ngoài hành tinh. Trước khi các đợt không kích của quân đội bắt đầu, Gordon trú ẩn tại khu phức hợp Lambda, nơi đầu tiên sử dụng công nghệ dịch chuyển tức thời và được biết có một sinh vật đang giữ cổng không gian cho phép các đơn vị quái vật Xen xâm nhập Black Mesa. Gordon tới hành tinh Xen qua cổng dịch chuyển và tiêu diệt "Nihilanth" - trùm cuối game, kết thúc cuộc xâm lăng của các sinh vật Xen.
Khi chết, Nihilanth gây ra một vụ nổ khiến Freeman bất tỉnh, sau đó anh được cứu bởi G-Man. Người này xuất hiện ít nhất mỗi chương một lần. Ông ta có vẻ như đang theo dõi Gordon và luôn biến mất mỗi khi Gordon tới được vị trí ông ta vừa đứng. Ông ta cho Gordon hai lựa chọn: trở thành nhân viên của ông ta hoặc từ chối và "hối tiếc". Game có hai cái kết dựa trên các lựa chọn này của người chơi.
Cốt truyện của game được viết bởi nhà văn Marc Laidlaw, tác giả của một số tác phẩm văn học kinh dị - khoa học viễn tưởng như The 37th Mandala, Dad's Nuke, Neon Lotus... Ngoài ra, game còn chịu ảnh hưởng từ các game FPS nổi tiếng của id Software như Doom, Quake.

## Lối chơi
Khác với đa số game FPS phổ biến thời ấy chỉ tập trung vào yếu tố hành động Run and Gun - chạy và bắn, bên cạnh những cảnh chiến đấu, Half-Life còn bao gồm những đoạn giải đố kết hợp với việc nhảy nhót, leo trèo, tương tác với môi trường xung quanh... Toàn bộ sự kiện diễn ra trong game được người chơi chứng kiến thông qua con mắt của Gordon Freeman, và vì vậy nên game không có những đoạn cắt cảnh. Thay vào đó, người chơi sẽ được thấy những sự kiện được lập trình sẵn và được di chuyển tới gần hay đứng xa quan sát. Nhân vật chính Freeman không bao giờ nói trong game, chính điều này khiến mọi diễn biến trong game gần như được quan sát qua mắt của người chơi. Game không có những nhiệm vụ cụ thể, thay vào đó nó được chia ra thành các "chương". Mỗi khi bắt đầu một chương mới, tên chương sẽ hiện lên màn hình. Tiến trình chơi không gián đoạn, trừ những lúc game phải dừng lại để tải dữ liệu.
Kẻ thù trong game khá phong phú, gồm các sinh vật tới từ Xen như Headcrab, Bullsquid, Houndeye hoặc là con người như lính trong lực lượng HECU, biệt kích... Đa phần đều có thể bị tiêu diệt bằng cách đối đầu trực tiếp, đặc biệt những trùm cuối mỗi chương bắt buộc người chơi phải vận dụng các yếu tố môi trường mới có thể tiêu diệt được. Gần cuối game, người chơi nhận được "module nhảy xa" giúp họ hoàn thành các màn chơi tại hành tinh Xen - nơi có địa hình và trọng lực rất khác so với Trái Đất.
Người chơi thỉnh thoảng được hỗ trợ bởi các NPC. Các nhân vật này cũng thường xuyên được sử dụng để truyền đạt cốt truyện tới người chơi.
Vũ khí tiêu biểu trong game chính là thanh xà beng Freeman kiếm được ở đầu game. Người chơi có thể sử dụng nó để đánh cận chiến hoặc tương tác với môi trường xung quanh như phá các vật cản, mở rương, thùng gỗ....

## Quá trình phát triển
Half-Life là sản phẩm đầu tiên của Valve Software, thành lập năm 1996 bởi hai cựu nhân viên Microsoft là Gabe Newell và Mike Harrington. Engine của game là một phiên bản đã qua nhiều sửa đổi của engine Quake. Theo nhà phát triển, họ đã phải viết lại hơn 70% engine này. Những thay đổi lớn nhất bao gồm việc hỗ trợ Direct3D và thêm vào chuyển động khung xương.
Trong quá trình phát triển, tên mã của dự án Half-life là Quiver, dựa theo tên căn cứ quân sự trong truyện The Mist của Stephen King. Theo Gabe Newell, cái tên Half-Life (Bước sóng) được chọn bởi nó nói lên chủ đề của game, không trùng lặp và một ký hiệu liên quan tới nó được sử dụng rất nhiều trong game: λ - Bước sóng (Đọc là Lambda). Half-life bị ảnh hưởng nhiều bởi Doom - một tựa game khác cùng thể loại. Theo Harry Teasley - một thành viên trong nhóm phát triển, thì họ muốn game "Làm bạn sợ như Doom đã làm".
Half-life xuất hiện lần đầu ở hội chợ giải trí điện tử E3 năm 1997. Trong sự kiện này, nhà phát triển chủ yếu biểu diễn hệ thống đồ họa và trí thông minh nhân tạo (AI) của game. Game dự định được cho ra mắt vào năm đó, tuy nhiên qua trình phát hành bị trì hoãn do Valve nhận thấy game cần nhiều sửa đổi. Việc này khiến việc phát hành game nhiều lần bị trì hoãn, phải đến tháng 11 cùng năm, game mới được phát hành. Tại E3 1998, game được trao giải thưởng dành cho "Game máy tính xuất sắc nhất" và "Game hành động xuất sắc nhất".
Có hai bản demo là Half-Life:Day one và sau đó là Half-Life: Uplink. Half-Life: Day one kéo dài khoảng 1/5 bản game chính thức còn Half-Life: Uplink là một phần của các màn chơi mà Valve đã bỏ đi trong quá trình phát triển game.

### Tên gọi
Tên gọi của Half-Life và các bản mở rộng của nó đều có liên quan tới các khái niệm vật lý. "Half-Life" có nghĩa là Chu kỳ bán rã. Bản mở rộng đầu tiên của nó: Half-Life: Opposing Force (Phản lực) là một khái niệm được nhắc tới trong định luật 3 Newton. Bản mở rộng này tên là Opposing Force cũng bởi nhân vật chính thuộc lực lượng HECU - kẻ thù trong phần đầu. Bản mở rộng thứ hai Half-Life: Blue Shift được đặt tên theo Chu trình dịch chuyển xanh. Tên của bản Port lên PS2 Half-Life: Decay (Phóng xạ) cũng là một khái niệm vật lý. Khái niệm này liên quan trực tiếp tới biểu tượng của game: λ. Tuy nhiên cũng có ý kiến cho rằng λ được chọn làm biểu tượng của game bởi nó là hình ảnh giản lược của một cánh tay cầm thanh xà beng - vũ khí nổi tiếng của Half-life.

### Các bản Port
Bản Port lên PS2 do Gearbox Software thực hiện được phát hành năm 2001. Bản Port này có rất nhiều cải tiến về đồ họa, model nhân vật và vũ khí... cũng như các màn chơi. Bản Port còn thêm vào phần chơi đối đầu và phối hợp được gọi là Half-Life: Decay. Một điểm đặc biệt là phiên bản này cho phép sử dụng chuột và bàn phím USB - điều trước đây không thể thực hiện được trên nền PS2.
Half-Life cũng được dự định port lên Mac OS và Dreamcast, tuy nhiên các phiên bản này chưa bao giờ được phát hành. Vì lý do này mà Half-Life: Blue Shift thay vì được phát hành độc quyền cho Dreamcast, lại được đưa lên Windows.

### Các bản mở rộng, sửa đổi và phần sau
Half-life có hai bản mở rộng: Half-Life: Opposing Force và Half-Life: Blue Shift, đều được phát triển bởi Gearbox Software. Cả hai bản mở rộng này đều kể về các sự kiện trong phần đầu tuy nhiên dưới góc nhìn của các nhân vật khác: Adrien Shephard trong Opposing Force và Barney Calhoun trong Blue shift. Opposing Force mang tới cho Half-Life nhiều yếu tố mới, còn Blue Shift cải tiến đồ họa game bằng gói nâng cấp HD (High definition pack).
Half-Life 2 xuất hiện lần đầu tại E3 vào tháng 5 năm 2003. Game được phát hành vào ngày 16/11/2004 kèm theo Counter-Strike: Source và Half-Life: Source - bản remake một phần của Half-Life cho phép game chạy trên Source engine của Valve. Ngày 2/7/2005, Half-Life Deathmatch: Source - phiên bản chơi mạng của Half-Life 2 được phát hành. Ngày 1/6/2006, Valve phát hành Half-Life 2: Episode One - phần đầu tiên trong bộ ba bản nâng cấp tiếp nối Half-life 2. Half-Life 2: Episode Two được phát hành ngày 10/10/2007 cùng với Portal và Team Fortress.
Sau này, Crowbar Collective-một studio trò chơi độc lập từ năm 2005, đã hoàn thành việc phát triển tựa game Black Mesa, là phiên bản làm lại của phần game Half-life 1998 này. Cốt truyện của Black Mesa gần như giống với cốt truyện của Half-Life. Giống như trong trò chơi gốc, người chơi sẽ điều khiển Gordon Freeman, một nhà vật lý lý thuyết làm việc tại cơ sở Nghiên cứu Black Mesa
Từ lúc mới được phát hành năm 1998, Half-Life đã nhận được nhiều hỗ trợ từ phía người chơi và các nhà phát triển game độc lập (modder). Những người này sử dụng bộ công cụ phát triển SDK do Valve phát hành để phát triển game của riêng mình dựa trên nền Half-Life, chủ yếu là các game nhiều người chơi (Chơi mạng) như Counter-Strike, Team Fortress classic, Day of Defeat, Deathmatch classic, Action Half-life,.... Một số mod đặc biệt thành công đã trở thành sản phẩm thương mại độc lập. Nổi bật nhất là Counter-Strike với nhiều phiên bản cho máy tính, một phiên bản cho Xbox. Một số bản mod khác như Team Fortress Classic, Day of Defeat, Gunman Chronicles đã trở thành các sản phẩm thương mại.
Năm 2020, Valve đã phát hành một tựa game thực tế ảo Half-life mang tên Half-life: Alyx, trò chơi này lấy bối cảnh giữa các sự kiện của Half-Life(hoặc Black Mesa).
- Xem thêm Black Mesa (trò chơi)
- Xem thêm Half-life: Alyx

## Ý kiến phê bình, thành quả
Half-Life nhận được lời khen từ gần như toàn bộ các nhà phê bình cũng như hơn 50 giải "Game of the Year"(tạm dịch: Trò chơi của năm). Nhà phê bình Jeff Green của Computer Gaming World nhận xét: "Đây là tựa game bạo lực,nó xứng đáng với cái tên gọi của nó. Half-Life đã trở thành một game kinh điển... Game bắn súng hay nhất kể từ khi có Doom. IGN cho rằng Half-Life là một trong số những game có ảnh hưởng nhất. Gamespot bầu Half-Life là "Video hay nhất mọi thời đại". Game cũng nhận được danh hiệu này trong các cuộc bình chọn của tạp chí PC Gamer trong các số tháng 11/1999, tháng 10/2001, tháng 4/2005. GamesRadar cũng đưa Half-Life vào danh sách "100 game hay nhất mọi thời đại".
Nhiều nhà phê bình nhận xét môi trường giàu tính tương tác và sức hấp dẫn của game mang tính cách mạng. Hot Games nhận xét: "Half-Life là một trải nghiệm vô cùng lôi cuốn khiến các game khác cùng thể loại trở nên kém cỏi và khiến họ cố gắng nhiều hơn".
Tuy nhiên cũng có một số ý kiến phê bình như ý kiến của The Electric Playground nhận xét rằng: "Quả thật Half-Life mang tới một trải nghiệm rất hấp dẫn, nhưng rằng đó chỉ là nửa đầu game, trò chơi lên tới cao trào quá sớm."
Tới năm 2008, Half-Life đã bán được 9.3 triệu bản. Năm 2008, game được sách Kỷ lục Guinness công nhận là game bắn súng bán chạy nhất mọi thời đại.
Một bộ phim ngắn: Half-Life: Uplink được Cruise Control - một công ty quảng cáo của Anh phát hành vào 15/3/1999. Tuy nhiên, bộ phim đã bị Sierra khiếu nại do vấn đề bản quyền. Một bộ phim ngắn khác lấy cảm hứng từ series game Half-Life có tên Beyond Black Mesa cũng đã được phát hành trên mạng vào ngày 21/1/2011.